# Алехандра Гранільо
Алехандра Гранільо (ісп. Alejandra Granillo; нар. 1 червня 1991) — колишня мексиканська тенісистка.
Найвищу одиночну позицію світового рейтингу — 557 місце досягла 26 липня 2010, парну — 884 місце — 18 травня 2009 року.

## Фінали ITF

### Одиночний розряд (0–1)
| Результат | Дата           | Турнір         | Покриття | Суперниця  | Рахунок  |
| --------- | -------------- | -------------- | -------- | ---------- | -------- |
| Поразка   | 6 вересня 2009 | Селая, Мексика | Ґрунт    | Майлен Ору | 3–6, 1–6 |